# Greg Hancock
Gregory Alan Hancock (3. června 1970 Whittier, Kalifornie) je bývalý jezdec speedway a čtyřnásobný mistr světa Speedway Grand Prix ze Spojených států amerických.

## Kariéra
Hancock poprvé přijel do Velké Británie na konci speedwayové sezóny 1988, aby jel exhibiční závody s 18letým Kaliforňanem Billym Hamillem. V té době se Hancock dohodl, že bude následující rok jezdit za Cradley Heath – stejný tým, za který jezdil jeho mentor Bruce Penhall. Hancock byl v britské lize za Cradley okamžitě úspěšný.
V roce 1992 získal pro USA zlaté medaile na Světovém poháru dvojic a Světovém poháru družstev. Kvůli zranění a problémům s Americkou motocyklovou asociací se však Hancock mohl zúčastnit mistrovství světa jednotlivců až v roce 1993. V tomto roce se probojoval do světového finále v Německu, kde skončil poslední. V roce 1994 se Hancock opět kvalifikoval do posledního „jednorázového“ světového finále, ale v celkově skončil čtvrtý.
Od roku 1995 do roku 2009 jezdil 15 let za švédský tým Rospiggarna. Dále jezdil ve Velké Británii a v Polsku.
V roce 1995 skončil Hancock v prvním ročníku Speedway Grand Prix na 4. místě. V závěrečném kole GP Velké Británie zvítězil na stadionu Hackney Wick. V následujícím roce se spojil s Američanem a kolegou z týmu Cradley Billym Hamillem a vytvořili tým Exide. Díky nově získanému sponzorství začali oba mladí Kaliforňané dominovat světovému speedwayi. V roce 1996 získal Hamill titul mistra světa a Hancock skončil na bronzové příčce. V roce 1997 Hancock přestoupil z Cradley Heath (kvůli zrušení klubu) do týmu Coventry Bees. V Praze vyhrál první GP roku a ve stejné formě pokračoval i v další sezoně. Získal titul mistra světa (s Hamillem skončili druzí v rámci týmu).
V roce 1998 se formát Grand Prix změnil na vyřazovací systém. Hancock si nevedl tak dobře a skončil v tomto roce na šestém místě, ale vyhrál Světový pohár družstev s Hamillem a Samem Ermolenkem. Další rok byl pro Hancocka ještě horší a v Grand Prix skončil na 11. místě. V roce 2000 vyhrál Hancock svou první Grand Prix od sezóny, kdy získal titul a skončil na pátém místě. V roce 2001 skončil na 13. místě. V roce 2002 Hancock vyhrál poslední kolo Grand Prix v Austrálii a celkově skončil šestý. V roce 2003 si polepšil ještě o jednu příčku a skončil na 5. místě poté, co opět vyhrál poslední kolo, tentokrát v norském Hamaru. V následující sezóně se Hancock vrátil mezi medailisty a sezónu zakončil na třetím místě. V tomtéž roce vyhrál Velkou cenu Velké Británie na stadionu Millennium v Cardiffu. V roce 2005 se Hancock propadl zpět na páté místo na světě a nedokázal vyhrát žádnou GP. Šestatřicetiletý Hancock v roce 2006 dokončil seriál Grand Prix na druhém místě. V roce 2007 skončil Hancock na šestém místě. Ačkoli se mu nepodařilo vyhrát žádnou GP, třikrát skončil na druhém místě. V roce 2008 skončil Hancock v seriálu Grand Prix celkově čtvrtý. Čtyřikrát se umístil na stupních vítězů, z toho v polské Grand Prix v Bydgoszczi vyhrál.
Hancock dokončil sezónu 2009 Speedway Grand Prix na čtvrtém místě, přičemž se dvakrát dostal na podium. Jednou skončil druhý v dánské Grand Prix a poté jako vítěz lotyšské Grand Prix. V roce 2009 se stal poosmé mistrem USA ve speedwayi a následně byl Americkou motocyklovou asociací (AMA) vyhlášen závodním sportovcem roku.
V roce 2011 Greg vyhrál českou, britskou a nordickou Grand Prix. Během Grand Prix Chorvatska 24. září 2011 si zajistil titul mistra světa a ve věku 41 let a 113 dní ho získal po rekordních 14 letech. Hancock získal další titul mistra světa v roce 2014 během Velké ceny Polska 11. října 2014 a překonal svůj vlastní rekord nejstaršího držitele titulu ve věku 44 let a 130 dní.
Poté, co se Greg Hancock zúčastnil všech závodů Speedway Grand Prix od jejího založení v roce 1995, vynechal první podnik SGP v roce 2014, když musel kvůli zranění vynechat Nordickou Grand Prix ve Vojens.
V roce 2016 získal znovu titul mistra světa, když neustále sbíral body, včetně vítězství v červencové Velké ceně Švédska v Malille. Titul získal po své první jízdě v závěrečné Grand Prix sezony v australském Melbourne.
Přestože v roce 2017 startoval pouze v šesti závodech, skončil na čtrnáctém místě se 45 body.
Po roční pauze způsobené těžkou nemocí jeho manželky podepsal Hancock smlouvy s kluby v Polsku a Švédsku a dostal „trvalou divokou kartu“ do seriálu Speedway Grand Prix 2020, ale jelikož bylo pro Grega obtížné se vrátit na úroveň, na které dříve závodil, tak se rozhodl na začátku roku 2020 ukončit kariéru.

## Ocenění
V roce 2020 byl Hancock jmenován legendou FIM a 28. října 2022 byl zvolen do motocyklové síně slávy.